# Fernand Bonnier de La Chapelle
Pour les articles homonymes, voir Bonnier.
Fernand Bonnier de La Chapelle, né le 4 novembre 1922 à Alger (Département d'Alger, Algérie française) et mort fusillé le 26 décembre 1942 dans la même ville, est un résistant français.
Il est connu pour avoir assassiné le 24 décembre 1942 l'amiral François Darlan, ancien chef du gouvernement de Vichy, au pouvoir de fait en Afrique française du Nord. Darlan, depuis début novembre, a fait entrer l'Afrique française du Nord dans le camp des Alliés, notamment américains, et contre l'Axe, mais reste, pour l'opinion publique, un personnage du régime de Vichy.
Son geste, pour lequel il est condamné à mort, change considérablement la donne politique en Afrique du Nord, aboutissant à la mise en place du général Giraud comme commandant en chef français civil et militaire, et à terme à l'unification des organes décisionnels au sein du Comité français de la Libération nationale sous l'autorité du général de Gaulle.

## Biographie
Il est le fils d'Eugène Bonnier de La Chapelle, officier de réserve, chevalier de la Légion d'honneur, interprète assermenté, publiciste et journaliste pour La Dépêche algérienne. Eugène est militant de l'Action française à Alger,. Il travaille au moins entre 1922 et 1930 comme professeur d'italien pour la Societa Dante Alighieri, et se voit même confier la gérance du journal italophone et fascisant Il Messagero di Algeri. Il se marie avec Adrienne Atlani le 22 décembre 1930, cheffe d'escompte à la banque populaire d'Alger.
Fernand aurait été lecteur de L'Action française. Toutefois, un ancien camarade de classe, Joseph Flitz, le décrit plutôt comme républicain. Son père confirme cette opinion : « Dans ses veines, [...] ne coulait que le sang rouge des vrais républicains ».
Il commence ses études au collège des Dominicains de Bellevue à Meudon et est en terminale au lycée Stanislas, à Paris.
Rejetant l'armistice, il participe le 11 novembre 1940 à la manifestation anti-allemande des étudiants devant l'Arc de Triomphe. Il rejoint ensuite la zone libre en passant clandestinement la ligne de démarcation et séjourne aux chantiers de Jeunesse d'Alger. Après avoir passé son baccalauréat en 1942, il y est surpris par le débarquement allié du 8 novembre 1942, lors de l'opération Torch, Il regrette que ses camarades qui avaient participé au putsch du 8 novembre, et permis ainsi le succès du débarquement, ne l'aient pas associé à leur entreprise.

### L'engagement au Corps franc d'Afrique
À la suite de la réussite de l'opération Torch, Fernand Bonnier de La Chapelle est l’un des premiers à s’engager au Corps franc d’Afrique en formation, armé et équipé par les Britanniques sous la direction initiale d'Henri d'Astier de La Vigerie, principal artisan du débarquement en Afrique du Nord. Ce choix d’engagement implique d'avoir le désir de reprendre la lutte contre les Allemands, notamment sur le front de Tunisie, mais également d'avoir des convictions personnelles hostiles au régime de Vichy. En effet, cette formation paramilitaire avait été fondée par Henri d'Astier qui trouvait insupportable la prise de pouvoir en Afrique du Nord, au lendemain du débarquement, de l’amiral Darlan, ancien chef de gouvernement de Vichy et successeur désigné du maréchal Pétain. Ces jeunes volontaires s'entraînent dans un vaste domaine agricole situé au Cap Matifou, à une dizaine de kilomètres d'Alger.
Lorsque Henri d’Astier est nommé à la tête de la police et du renseignement en Afrique du Nord comme secrétaire adjoint à l'Intérieur, par Darlan qui espérait ainsi (et à tort) se l'attacher, les membres responsables du Corps franc maintiennent des relations étroites avec leur chef et c'est Fernand Bonnier de La Chapelle qui est désigné pour assurer cette liaison. Ce dernier se rend donc pratiquement tous les jours au domicile d’Henri d’Astier situé rue Lafayette à Alger où il rencontre également le lieutenant abbé Pierre-Marie Cordier, lui aussi résistant du 8 novembre, ami et homme de confiance d'Henri d’Astier.

### L'impopularité de Darlan
À cette époque, des membres du Corps franc viennent presque toutes les nuits à Alger, où ils couvrent les murs de slogans peu amènes pour Darlan, tels que « L’amiral à la flotte ! ». Darlan subit des reproches non seulement pour sa politique passée de collaboration avec l'Allemagne, mais aussi pour son attitude présente, puisqu’il maintient dans le camp allié les lois antisémites d’inspiration hitlérienne , ainsi que les mesures de répression mises en place par le régime de Vichy et son délégué en Afrique Weygand, telles que l’internement dans les camps de concentration du Sud de plusieurs milliers de résistants français, de républicains espagnols et de démocrates d’Europe centrale, coupables de s’être engagés en 1940 dans la Légion étrangère afin de combattre pour la France (voir Situation politique en Afrique libérée (1942-1943)).

### La conspiration
Dans les chambrées du camp d'entraînement du Cap Matifou, Bonnier participe à de longues discussions sur de multiples projets d'attentat contre l'Amiral, ainsi qu'à des tirages au sort afin de désigner celui qui aurait le privilège de tuer le « traître » Darlan. C'est ainsi que Bonnier tire à la courte paille avec trois de ses camarades (Othon Gross, Robert Tournier et Philippe Ragueneau), qui avaient participé au putsch du 8 novembre 1942. 
Le 21 décembre, l'abbé Cordier annonce à Bonnier qu'il a été choisi pour exécuter Darlan, mission qu'il accepte avec enthousiasme. L'attentat aura lieu au Palais d’Été, siège du gouvernement de Darlan, à la date du 24 décembre, au moment où ce dernier pénétrera dans son bureau. Bonnier n'aura rien à craindre car après avoir abattu l'Amiral il pourra s'échapper par la fenêtre qui sera ouverte, et au cas où il serait arrêté, Henri d'Astier le ferait sortir des locaux de la police qui est impliquée dans le complot.
Le 23 décembre, l'abbé Cordier remet à Bonnier une carte d'identité au nom de André Morand revêtue du cachet de la Brigade de Sécurité du territoire, un passeport délivré par la préfecture de police d'Alger ainsi que 2 000 dollars, de la monnaie espagnole et des francs marocains. Pour finir, il lui donne rendez-vous le lendemain matin à 10 heures près de l'église Saint-Augustin où il a l'habitude de dire la messe.
Le 24 décembre à 10 h, Bonnier retrouve comme prévu l'abbé Cordier qui, après l'avoir confessé, l'entraîne à l'intérieur de l'église où il lui remet les plans du Palais d’Été ainsi qu'un revolver anglais, un Boltun Patent automatic pistol. Bonnier se rend ensuite au domicile d'Henri d'Astier, rue Lafayette, où l'attend Jean-Bernard d'Astier, jeune membre du Corps franc, chargé par son père d'accompagner Bonnier au palais d’Été. Ce dernier se présente au palais gouvernemental peu après 11 h. Après avoir attendu en vain Darlan pendant une bonne heure, Bonnier rejoint ses camarades qui déjeunent au restaurant. Il est convenu qu'il fera une nouvelle tentative après le déjeuner. Cependant, avant de retourner au Palais d’Été, Bonnier tient à essayer son arme dans un chemin à l'écart des habitations, dans les hauteurs d'Alger. Comme le percuteur montre des signes de dysfonctionnement, Jean-Bernard d'Astier lui remet un pistolet Ruby de calibre 7,65.

### L'attentat
Fernand Bonnier de La Chapelle revient au Palais d'été où on l’installe dans un couloir pour attendre l'amiral Darlan. Après avoir patienté quelque temps, il voit enfin l’Amiral apparaître et se diriger vers son bureau, accompagné du capitaine de frégate Jean Hourcade. Bonnier va à sa rencontre et l’abat de deux balles. Puis comme Hourcade s’accroche à lui, il le blesse d’une balle pour se dégager, mais il est rapidement maîtrisé par les occupants des bureaux voisins. Interrogé le soir même par les commissaires Garidacci (chef des brigades mobiles) et Esquerré, il déclare avoir agi seul et ne parait pas s’inquiéter de la suite des événements.

### L'exécution
Le lendemain matin, le 25 décembre 1942, un juge d'instruction, le commandant Roger Rondreux, boucle l'instruction en moins d'une heure. Bonnier affirmant qu'il avait agi seul pour des raisons de propreté morale, ce juge estime en savoir suffisamment pour clore l'enquête, et signe une ordonnance de renvoi au tribunal militaire d'Alger.
Ce tribunal siège le soir même et rejette les demandes de supplément d'enquête, qui, pourtant, étaient de droit, présentées par Mes Viala et Sansonetti, les avocats de l'inculpé. Le reste de la procédure est expédié en moins d'un quart d'heure, et le tribunal, ne tenant compte ni des motivations patriotiques de Bonnier, ni de son âge, le condamne à mort.
Un recours en grâce, dont le pourvoi était suspensif, est alors immédiatement présenté. Il aurait dû légalement être soumis au chef de l'État, le maréchal Pétain, puisque Darlan et les autres membres du Conseil impérial exerçaient leur autorité « au nom du maréchal empêché ». Cette procédure aurait conduit à attendre la fin des hostilités pour permettre à celui-ci de se prononcer.
Le général Noguès, doyen du Conseil impérial, se proclame haut-commissaire par intérim, en vertu d'une ordonnance prise par Darlan du 2 décembre 1942, mais non publiée (ce qui lui retirait toute valeur légale, même dans l'ordre juridique de Vichy). Usurpant la fonction de chef de l'État du maréchal, dont pourtant il prétendait tenir ses pouvoirs, il rejette immédiatement, en pleine nuit, le recours en grâce. Giraud, commandant en chef français civil et militaire , refuse de différer l'exécution, et donne l'ordre de fusiller Bonnier dès le lendemain matin, à 7 h 30. 
Au cours de la soirée précédant son exécution, Bonnier se confie aux deux officiers chargés de le surveiller, le capitaine André Gaulard et le lieutenant Schilling. Ces deux officiers établissent un rapport qu'ils ne transmettent à leurs supérieurs que le 31 décembre, à la demande des enquêteurs. Dans ce rapport, les déclarations de Bonnier mettent en évidence ses liens avec Henri d'Astier et le comte de Paris et évoquent également la présence à Alger du frère d'Henri d'Astier, le général François d'Astier de La Vigerie, adjoint du général de Gaulle, au cours des jours précédant l'attentat : « J'ai tué l'amiral Darlan parce que c'est un traître.[...] J'ai appris qu'une personne [François d'Astier de La Vigerie] venant de la part du général de Gaulle, avait demandé à être reçue par l'Amiral. Le général de Gaulle était prêt à faire sa soumission si le comte de Paris prenait le pouvoir à la place de l'amiral Darlan. [...] On m'a dit que, après l'affaire, je serais pris, condamné à mort et gracié. [...] Le comte de Paris, que je connais, est depuis plusieurs jours ici. Je connais bien aussi Henri d'Astier de La Vigerie, ils sont plusieurs frères, l'un est chez de Gaulle, un autre était avec moi aux Chantiers [Jean-Bernard d'Astier]. Enfin, si je ne suis pas gracié et que l'on me fusille demain matin, c'est que mes amis n'auront rien pu faire. » 
Dans la nuit, Bonnier demande à parler à nouveau à un policier. Le commissaire Garidacci recueille ses aveux et les consigne dans un procès-verbal : « J'affirme avoir tué l'amiral Darlan, haut-commissaire en Afrique française, après en avoir référé à M. l'abbé Cordier, sous forme de confession. C'est M. Cordier qui m'a remis le plan des bureaux du haut-commissariat et du cabinet de l'Amiral et c'est par lui que j'ai pu me procurer le pistolet et les cartouches qui m'ont servi à exécuter la mission  qui m'était assignée et qui était de faire disparaître l'Amiral. [...] Je sais que MM. Cordier et d'Astier ont rencontré récemment le comte de Paris au même titre que d'autres personnalités.  [...] Lu, persiste et signe : Fernand Bonnier de La Chapelle. »  Garidacci conserve par-devers lui cette confession sans en parler à quiconque, au lieu de la communiquer à ses supérieurs, avec l'intention, pense-t-on, de faire chanter ultérieurement son chef Henri d'Astier, à moins que ce ne soit par peur du caractère explosif de ces révélations et des personnalités mises en cause, si bien que ce procès-verbal n'est découvert que deux semaines plus tard, au cours d'une fouille de son bureau, trop tard pour sauver Bonnier. 
Bonnier de La Chapelle est exécuté à Hussein-Dey, au carré dit « des fusillés ». En se dirigeant vers le lieu d'exécution, il retire sa veste, la remet au policier Albert Antoine et lui dit « donnez-la à un pauvre ». Il est inhumé dans le caveau familial du cimetière Saint-Eugène d'Alger jusqu'en juin 1950.
Giraud est élu le jour même par les membres vichystes du Conseil impérial, à la place de Darlan. Lorsque diverses personnes, dont Henri d’Astier, se présentent à Giraud, à peine élu, pour demander la grâce de Bonnier, celui-ci leur répond qu’il est trop tard.

### Réhabilitation - Postérité
Bonnier est réhabilité par un arrêt de la chambre des révisions de la cour d'appel d'Alger, du 21 décembre 1945, qui juge que l’exécution de l'amiral Darlan avait été accomplie « dans l'intérêt de la libération de la France ».
Le 19 août 1953, un décret signé du président Vincent Auriol concède à Fernand Bonnier de la Chapelle la médaille militaire à titre posthume accompagné de la croix de guerre avec palme et de la médaille de la Résistance. 
Sur sa tombe, est portée la mention « Mort pour la France », de Gaulle déclarant qu'il avait agi au nom des intérêts de la France.
La précipitation à faire disparaître Bonnier de La Chapelle a donné lieu à de nombreuses théories, certaines postulant que l'ordre d'abattre l'amiral était venu du général de Gaulle, thèse diffusée par les partisans de l'Algérie française, très hostiles au général de Gaulle . 
Dans un de ses ouvrages, l'historien britannique Antony Beevor affirme quant à lui, mais sans en apporter la moindre preuve, que Bonnier de La Chapelle avait été recruté par le SOE : le service secret du Royaume-Uni, désireux de se débarrasser de Darlan, aurait organisé l'attentat et prévu initialement d'évacuer Bonnier d'Algérie une fois l'opération accomplie.
En réalité, la redécouverte en 2016 du dossier d'instruction du commandant Voituriez, juge chargé par le général Giraud de faire toute la lumière sur l'assassinat de Darlan, a permis de montrer que les instigateurs et les organisateurs du geste du jeune Bonnier de la Chapelle étaient Henri d'Astier et l'abbé Cordier, fervents royalistes, qui projetaient de remplacer Darlan  par le Comte de Paris,,, dans le but de rétablir la monarchie en France. De fait, le 10 janvier 1943, Henri d'Astier et l'abbé Cordier sont arrêtés sur l'ordre du juge Voituriez. Reconnus coupables d'avoir organisé un complot « dans le but de changer de gouvernement, complot qui a été suivi d'un acte destiné à en préparer l'exécution, à savoir : l'assassinat de l'amiral Darlan, chef du gouvernement légalement établi », Henri d'Astier et l'abbé Cordier passent neuf mois en prison dont une grande partie au secret absolu.
Tous les ans une délégation de la Nouvelle Action royaliste fleurit sa tombe au cimetière de Sèvres, où il est inhumé depuis juin 1950.

## Décorations
Il est récipiendaire, à titre posthume, des décorations suivantes :
- Médaille militaire
- Croix de guerre 1939-1945, palme de bronze
- Médaille de la Résistance française (décret du 19 août 1953)